# نمانیا چوویچ
نمانیا چوویچ (صربی: Nemanja Čović؛ زادهٔ ۱۸ ژوئن ۱۹۹۱) بازیکن فوتبال اهل صربستان است.
از باشگاه‌هایی که در آن بازی کرده‌است می‌توان به باشگاه فوتبال وویوودینا، باشگاه فوتبال لامیا ۱۹۶۴، باشگاه فوتبال پارما، باشگاه فوتبال مینسک، باشگاه فوتبال اسپارتاک سمی، و باشگاه فوتبال شاختیور سالیهورسک اشاره کرد.
وی همچنین در تیم‌های ملی فوتبال زیر ۲۱ سال صربستان، و صربستان بازی کرده‌است.